# Туктаров, Фуад Фасахович
Махмуд Фуад Туктаров вариант имени с отчеством Фуад Фасахович (тат. Мәхмүт-Фуат Фәсәх улы Туктаров; 5 февраля 1880, Кульбаево-Мараса, Старо-Альметевская волость, Чистопольский уезд, Казанская губерния, Российская империя — 19 декабря 1938, Анкара) — юрист, журналист, член Всероссийского учредительного собрания.

## Биография
Сын муллы Фасаха Туктарова, служившего в деревне Кульбаево-Мараса Чистопольского уезда Казанской губернии.
В 1904 году окончил Казанскую татарскую учительскую школу. В 1905—1907 годах участвовал в организации и являлся одним из руководителей общества «Таңчылар» (Почитатели). С 1906 года находился под полицейским надзором. В 1906 году арестован по подозрению в принадлежности к партии социалистов-революционеров, но вскоре освобождён. В 1907 году жил в Санкт-Петербурге, исполнял обязанности платного секретаря мусульманской фракции 2-й Государственной думы. Был основным (рабочим) редактором газеты «Дума», издававшейся трудовиками-мусульманами в апреле-мае 1907 года на татарском и азербайджанском языках арабским шрифтом, вышло 6 номеров. Газета была запрещена «в административном порядке с возбуждением судебного преследования и наложением ареста». В 1911 году выдержал экзамен на аттестат зрелости при Казанской 2-й гимназии и поступил на юридический факультет Казанского университета, который окончил в 1915 году. По окончании университета был зачислен помощником присяжного поверенного округа Казанской судебной палаты.
В 1917 году участвовал в организации и был избран председателем Мусульманского комитета. Был делегатом Первого и Второго мусульманских съездов. Избран гласным Казанской городской думы, член исполкома Милли Шура Казанской губернии, редактировал газету «Корылтай» (Съезд).
В конце 1917 года избран в Всероссийское учредительное собрание в Казанском и Самарском избирательных округах (в последнем по списку № 13, мусульманское шуро). Участвовал в единственном заседании Учредительного собрания 5 января.
В 1918 году после разгона Учредительного собрания скрывался вместе с Гаязом Исхаковым и Валитханом Таначевым в доме бывшего депутата 1-й и 2-й Государственных Дум Гарифа Бадамшина в Чистополе. Бадамшин был предупреждён соседом Петром Логутовым, у которого сын Фёдор работал в местной ЧК, о грозящем его гостям аресте, что спасло им жизни. В 1918 году вошёл в состав Комуча. Участвовал в Уфимском совещании. В 1919 году главный редактор органа Милли-шуро, газеты «Маяк».
Эмигрировал в 1919 году, вместе с Садретдином Максудовым и Гаязом Исхаковым представлял «Миллэт Меджлиси» (Национальное собрание) на Парижской мирной конференции. В 1921 году участвовал в совещании членов Всероссийского Учредительного собрания. В середине 1920-х годов переехал в Турцию, там выступал как журналист, преподавал.
Скончался в Анкаре.

## Семья
- Сестра — Ильхамия Богданович, её муж Якуб Богданович нарком Образования Татарстана[7], в 1917 году на 1-м всероссийском мусульманском съезде выступила с докладом о правах женщин. Её сын хирург Узбек Богданович[8].
- Сестра — Фатима[8].
- Сестра — Марварит[8]

## Произведения
- Махмуд-Фуад Усал. Беренче, Икенче вә Еченче Думада мөселман депутатлары нәм аларның кылган әшләре (Мусульманские депутаты 1-й, 2-й и 3-й Дум и их работа). 1909.
- Туктаров Ф. Мусульманские депутаты в I, II, III Думах. Их деятельность. — Казань, 1911.